# Fryderyk Stankiewicz
Fryderyk Stankiewicz (ur. 3 kwietnia 1958 w Kaliszu) – polski pianista, pedagog muzyczny, kompozytor.

## Życiorys
Ukończył Technikum Budowy Fortepianów w Kaliszu oraz Państwową Szkołę Muzyczną II stopnia im. H. Melcera w klasie organów. W 1979 rozpoczął studia na Akademii Muzycznej im. Stanisława Moniuszki w Gdańsku. W 1981 zdobył nagrodę Grand Prix na Międzyuczelnianym Ogólnopolskim Konkursie Studentów Klas Kompozycji za utwór Sztorm na chór mieszany. Studia ukończył z dwoma dyplomami – w 1985 z teorii muzyki oraz rok później z kompozycji w klasie profesor Ewy Synowiec. Podczas studiów zaczął sprawować funkcję kierownika muzycznego w Teatrze im. W. Bogusławskiego w Kaliszu. W 1987 otrzymał stanowisko wykładowcy na tworzącym się wówczas w Kaliszu kierunku muzycznym obecnego Wydziału Pedagogiczno-Artystycznego Uniwersytetu im. Adama Mickiewicza w Poznaniu.

## Kompozycje[3]
- Witraż (utwór instrumentalny na dwie perkusje, 1984)
- Intrada dla Świętego Józefa z okazji jubileuszu 500-lecia cudownego obrazu Świętej Rodziny
- Oratorium na Boże Narodzenie (2005)
- Modlitwa (2006)
- Lacrimosa (2007)
- Litania do św. Józefa (2008)
- Aranżacja cyklu piosenek Czesława Niemena (2010)
- Musica di Settembre (2010)
- Tryptyk Rzymski inspirowany poezją Karola Wojtyły (2014)

## Wyróżnienia
W grudniu 2023 z okazji 40-lecia pracy artystycznej Prezydent Kalisza Krystian Kinastowski nadał Fryderykowi Stankiewiczowi tytuł Honorowego Przyjaciela Kalisza.
Czterokrotny laureat Nagrody Prezydenta Miasta Kalisza za szczególne osiągnięcia artystyczne.